# Lasianthus chunii
Lasianthus chunii är en måreväxtart som beskrevs av Hsien Shui Lo. Lasianthus chunii ingår i släktet Lasianthus och familjen måreväxter. Inga underarter finns listade i Catalogue of Life.